# L'Italia (singolo)
L'Italia è una canzone di Marco Masini, scritta con Giuseppe Dati e presentata al Festival di Sanremo 2009, dove raggiunge la 6ª posizione nella serata finale.
È inserita nell'album L'Italia... e altre storie.

## La canzone
La canzone ha suscitato diverse discussioni per via delle frasi di denuncia che rivolge nei confronti del Paese. L'artista fiorentino la descrive come un viaggio attraverso la società moderna, una denuncia verso ciò che accade tutti i giorni. Dopo 19 anni dalla sua prima apparizione al Festival di Sanremo Masini dichiara di voler essere al passo con i tempi e quindi rinnovarsi rimanendo coerenti con i propri pensieri ed i temi trattati nella lunga carriera discografica. L'Italia è una ballata pop che rispecchia il carattere del cantautore, creata su quattro accordi con una struttura semplice ma anche armonica e melodica.
La canzone non doveva inizialmente essere presentata al Festival, ma Paolo Bonolis, direttore artistico dell'edizione, ha apprezzato i temi forti ed ha quindi deciso di portare il cantante sul palco dell'Ariston.

## Videoclip
Nel videoclip Masini e la sua band suonano in una discarica. La regia è di Leonardo Torrini.

## Classifiche
| Classifica (2009) | Posizione massima |
| ----------------- | ----------------- |
| Italia            | 20                |